# Кристиан Листеш
Кристиан Листеш (мађ. Lisztes Krisztián; Будимпешта, 2. јул 1976) бивши мађарски фудбалер који је наступао на позицији централног везног. Највише је познат по својим периодима у ВфБ Штутгарту и Вердеру из Бремена у Бундеслиги, као и по игрању за Ференцвароши ТК (три различита мандата) у својој домовини.

## Каријера

### Клуб
Рођен у Будимпешти, Листеш је почео своју професионалну каријеру као везни играч у мађарском клубу Ференцвароши ТЦ, где је напредовао кроз њихову омладинску академију. Сматран једним од највећих талената у мађарском фудбалу, он је ушао у први тим 1993. године са 17 година, заменивши Лајоша Детарија, који је отишао за Италију. Ференцварош је под његовим вођством достигао групну фазу УЕФА Лиге шампиона 1995. године, постајући први мађарски клуб који је то постигао. Са првим голом против Грасхоперса у победи од 3 : 0, Листеш је такође постао први мађарски играч који је забележио гол у групној фази тог такмичења.
Његове изузетне игре на европском нивоу привукле су пажњу великих клубова, и он се прикључио ВфБ Штутгарту 1996. године. Иако је његов прелазак у почетку сматран преурањеним због доминације Красимира Балакова у тиму, Листеш је провео одређено време на клупи пре него што је заузео место у стартној постави, где је играо до 2001. године, пре него што је прешао у Вердер из Бремена. Његови успеси укључују освајање ДФБ-Бокала са Штутгартом 1997. и Вердером 2004. године, као и освајање Бундеслиге са Вердером 2004. године.
У 2004. години доживео је повреду и никада није у потпуности опоравио своју форму у Вердеру. Године 2005, после пробних периода са Виган Атлетиком из Премијер лиге и АК Кјево Вероном из Серије А, придружио се Борусија Менхенгладбах, али није успео да остави значајан утицај због сталних проблема са повредама. Након кратког боравка у Хрватској са Хајдуком из Сплита, вратио се у свој матични клуб Ференцварош ТК у фебруару 2008. године, да би после неколико месеци прешао у Ракошпалота ЕАК. Дана 3. августа 2008. постигао је свој први гол у мађарској Премијер лиги након 12 година.
12. јануара 2009. напустио је Ракошпалота ЕАК и придружио се Ф.К. Ханза Росток на слободном трансферу, потписавши уговор до 30. јуна 2009. године. Након истека уговора са Ростоком, 24. јуна 2009. потписао је за Пакш ШЕ. Поасле Пакша у периоду од 2011. године оа до 2015. године у кратким интервалима и не са неким већим успехом играо је за мађарске клубове Вашаш, Ференцварош, Сегед−Чанад Грошич академију и Шорокшар, после чега је уследила фудбалска пензија и почео је са тренерским радом 

### Репрезентација
Листеш је 1994. године дебитовао у репрезентацији Мађарске где је до краја каријере одиграо 49 утакмица и постигао 9 голова. Последњи пут је играо 2004.
Током сезоне 1995–96, он је био део олимпијског фудбалског тима Мађарске који се квалификовао за Летње олимпијске игре 1996. у Атланти. Мађарска је изгубила све три утакмице у групној фази Олимпијских игара, суочавајући се са противницима укључујући будуће шампионе Нигерију и Бразил, који су у својим редовима имали играче попут Диде, Роналда, Ривалда, Роберта Карлоса и Жуниња Паулисте. После тих утакмица уследио је дуг период без квалификација за Олимпијске игре за мађарску фудбалску репрезентацију.

#### Голови у репрезентацији
Скор и резултати прво наводе укупан број голова Мађарске, колона са резултатом показује резултат након сваког Листешовог гола.
| Бр. | Датум              | Стадион                | Противник          | Скор      | Резултат | Такмичење                        |
| --- | ------------------ | ---------------------- | ------------------ | --------- | -------- | -------------------------------- |
| 1   | 11. октобар 2000.  | Каунас, Литванија      | Литванија          | 6 : 1 (п) | 6 : 1    | Квалификације за СП 2002. (УЕФА) |
| 2   | 14. новембар 2001. | Будимпешта, Мађарска   | Северна Македонија | 1 : 0     | 5 : 0    | Пријатељска                      |
| 3   | 14. новембар 2001. | Будимпешта, Мађарска   | Северна Македонија | 5 : 0     | 5 : 0    | Пријатељска                      |
| 4   | 2. април 2003.     | Будимпешта, Мађарска   | Шведска            | 1 : 1     | 1 : 2    | Квалификације за ЕП 2004.        |
| 5   | 30. април 2003.    | Будимпешта, Мађарска   | Луксембург         | 3 : 1     | 5 : 1    | Пријатељска                      |
| 6   | 11 June 2003       | Serravalle, Сан Марино | Сан Марино         | 2 : 0     | 5 : 0    | Квалификације за ЕП 2004.        |
| 7   | 11 June 2003       | Serravalle, Сан Марино | Сан Марино         | 5 : 0     | 5 : 0    | Квалификације за ЕП 2004.        |
| 8   | 10 September 2003  | Рига, Латвија          | Летонија           | 1 : 3     | 1 : 3    | Квалификације за ЕП 2004.        |
| 9   | 18 February 2004   | Paphos, Кипар          | Јерменија          | 2 : 0     | 2 : 0    | Пријатељска                      |

## Достигнућа

### Клуб
- Ференцварош:
- НБ I шампион:
  - шампион: 1994/95, 1995/96,
- Куп Мађарске: 
  - победник: 1992/93, 1993/94
  - финалиста: 1994/95
- Суперкуп Мађарске: 
  - победник: 1994, 1995[note 1]
- УЕФА Лига шампиона: 
  - групна фаза: 1995/96
- НБ II учесник:
  - треће место: 2007/08.
- ВфБ Штудгарт :
- Куп Немачке: 
  - победник: 1996/97.
- Куп победника купова у фудбалу: 
  - финалиста: 1997/98.
- Интертото куп: 
  - победник: 2000.
- Вердер Бремен :
- Бундеслига Немачке у фудбалу:
  - шампион: 2003/04.
- Куп Немачке: 
  - победник: 2003/04.
- Пакш:
- Лига куп Мађарске у фудбалу
  - финалиста: 2009/10.

### Индивидуално
- Фудбалер године у Мађарској: 2002.

## Белешка
1. ↑  Ференцварош је 1995. године освоијио првенство и победио у купу Мађарске, тако да је аутоматски постао победник Суперкупа